# Alexe Potlog
Alexe Potlog (n. 1 ianuarie 1904, Zgărdești, gubernia Basarabia, Imperiul Rus – d. 12 aprilie 1990) a fost un inginer agronom, profesor universitar și cercetător român, recunoscut pentru contribuțiile sale în domeniul ameliorării plantelor și al culturii plantelor medicinale și aromatice. A fost una dintre personalitățile marcante ale învățământului agronomic superior din România, având o carieră de peste 40 de ani la Institutul Agronomic Timișoara.

## Biografie
Alexe Potlog s-a născut la 1 ianuarie 1904 în comuna Zgărdești, județul Bălți, Basarabia, în familia lui Ștefan și Ecaterina Potlog, având 10 frați. A urmat școala primară în satul natal (1910–1914), cursul inferior de liceu și Școala Medie de Viticultură la Chișinău. Între 1923 și 1925, a absolvit Cursul Superior de liceu la Liceul „Gheorghe Barițiu” din Cluj, iar între 1923 și 1927 a studiat la Facultatea de Agronomie din Cluj, absolvind cu rezultate excelente. În 1931–1932, a urmat Seminarul Pedagogic Universitar din Cluj.
După absolvire, s-a întors în Basarabia, unde a fost director al Camerei de Agricultură a județului Hotin (1927–1931). În 1930, a devenit asistent la Institutul Central de Cercetări Agricole (ICAR) și la Facultatea de Agronomie din Cluj, lucrând la Laboratorul de plante medicinale al Stațiunii de Ameliorarea Plantelor. În 1935, a obținut titlul de doctor în științe agricole cu teza „Studiul anatomo-morfologic al câtorva soiuri de grâu”, sub îndrumarea profesorului Athanasie Munteanu.
După Dictatul de la Viena din 1940, când Facultatea de Agronomie din Cluj a fost mutată la Timișoara, Potlog s-a alăturat instituției, contribuind la fondarea învățământului agronomic superior din Banat. În 1942, a fost agronom inspector la Camera Agricolă a județului Timiș. În 1946, a fost numit șef de lucrări la catedra de ameliorarea plantelor a profesorului Ștefan Popescu, la Facultatea de Agronomie din Iași, iar ulterior a devenit conferențiar și profesor la Institutul Agronomic Timișoara, unde a condus catedra de Ameliorarea Plantelor timp de aproape 40 de ani.
A murit pe 12 aprilie 1990, lăsând o moștenire importantă în științele agricole românești.

## Activitate științifică
Alexe Potlog a avut contribuții remarcabile în două domenii principale: ameliorarea plantelor și cultura plantelor medicinale și aromatice. A fost un profesor devotat, formând generații de specialiști la Institutul Agronomic Timișoara.

### Plante medicinale și aromatice
În cei 15 ani de activitate la ICAR (1930–1945), Potlog a publicat peste 44 de articole despre plantele medicinale, abordând aspecte botanice, biologice, tehnologice și economice. A colaborat cu societatea Adonis din Cluj, fondată de profesorul Bela Pater, pentru colectarea, industrializarea și exportul plantelor medicinale. Lucrarea sa de sinteză, „Cultura plantelor medicinale și aromatice” (1942), a fost prima lucrare importantă în domeniu după moartea lui Bela Pater, oferind îndrumări practice pentru cultivare și valorificare.

### Ameliorarea plantelor
Ca profesor și cercetător, Potlog a contribuit la dezvoltarea teoriei și practicii ameliorării plantelor. A publicat lucrări fundamentale, precum „Tratat de ameliorarea plantelor” (1971–1972, cu Vasile Velican) și „Genetica și ameliorarea calității plantelor agricole” (1980, cu G. Nedelea și V. Cărăuș). A fost coautor al primului tratat de ameliorare a plantelor din literatura românească (1960, cu Nichifor Ceapoiu). De asemenea, a elaborat dicționare practice și îndrumare pentru amelioratori, fiind un pionier în sistematizarea cunoștințelor din domeniu.

### Activitate didactică
La Institutul Agronomic Timișoara, Potlog a fost un dascăl respectat, conducând catedra de Ameliorarea Plantelor timp de aproape patru decenii. A publicat cursuri și manuale, precum „Curs de ameliorarea plantelor” (1953), și a îndrumat cercetări, cum ar fi teza de doctorat a profesoarei Măria Neagu despre floarea-soarelui (1962).

## Lucrări publicate
- „Monografia agricolă a județului Hotin” (cu T. Ambrojevici), Tip. „MS Gheorghiu”, Câmpina, 1928.
- „Plantele medicinale în România”, 1934.
- „Cultura plantelor medicinale și aromatice”, Tip. „Luceafărul”, Timișoara, 1942.
- „Curs de ameliorarea plantelor” (Producerea semințelor selecționate și recunoașterea culturilor), Editura Politehnicii, Iași, 1946.
- „Curs de ameliorarea plantelor”, 1953.
- „Ameliorarea plantelor agricole” (cu N. Ceapoiu), vol. I-II, Editura Agrosilvică, București, 1960.
- „Tratat de ameliorarea plantelor” (cu V. Velican), vol. I-II, Editura Academiei RSR, 1971–1972.
- „Dicționar practic de biologie agricolă” (cu V. Velican), Editura Enciclopedică Română, București, 1974.
- „Genetica și ameliorarea calității plantelor agricole” (cu G. Nedelea, V. Cărăuș), Editura Ceres, 1980.
- „Îndrumător practic de ameliorarea plantelor” (cu G. Nedelea, F. Suciu), Editura Facla, Timișoara, 1984.
- „Principii moderne de ameliorarea plantelor”, Editura Facla, Timișoara, 1989.

## Distincții
Nu există informații disponibile despre distincțiile primite de Alexe Potlog.